# Seli (Tallinn)
Seli est un quartier du district de  Lasnamäe à Tallinn en Estonie.

## Description
En 2019, Seli compte 12 533 habitants.
Sa superficie est de 0,95 km2.
Ses quartiers limitrophes sont Priisle, Mustakivi et Väo.
Les rues du quartier sont Kristjan Kärberi tänav, Laagna tee, Raadiku tänav, Rahu tee, Ümera tänav, Ussimäe tee, Seli puiestee, Sinimäe tänav et Tasuja puiestee.

## Population
| 2008   | 2010   | 2011   | 2012   | 2013   | 2014   |
| ------ | ------ | ------ | ------ | ------ | ------ |
| 13 102 | 13 152 | 13 095 | 12 997 | 12 966 | 13 039 |

| 2015   | 2016   | 2017   | 2018   | 2019   | 2020   |
| ------ | ------ | ------ | ------ | ------ | ------ |
| 12 900 | 12 916 | 12 816 | 12 874 | 12 533 | 12 583 |

| 2021   | 2022   | - | - | - | - |
| ------ | ------ | - | - | - | - |
| 12 605 | 12 499 | - | - | - | - |

## Transports
Les lignes de bus n° 7, 9, 12, 13, 30, 31, 35, 42, 46, 49, 50, 51, 54, 58, 60, 63, 65, 67 desservent le quartier.

## Galerie

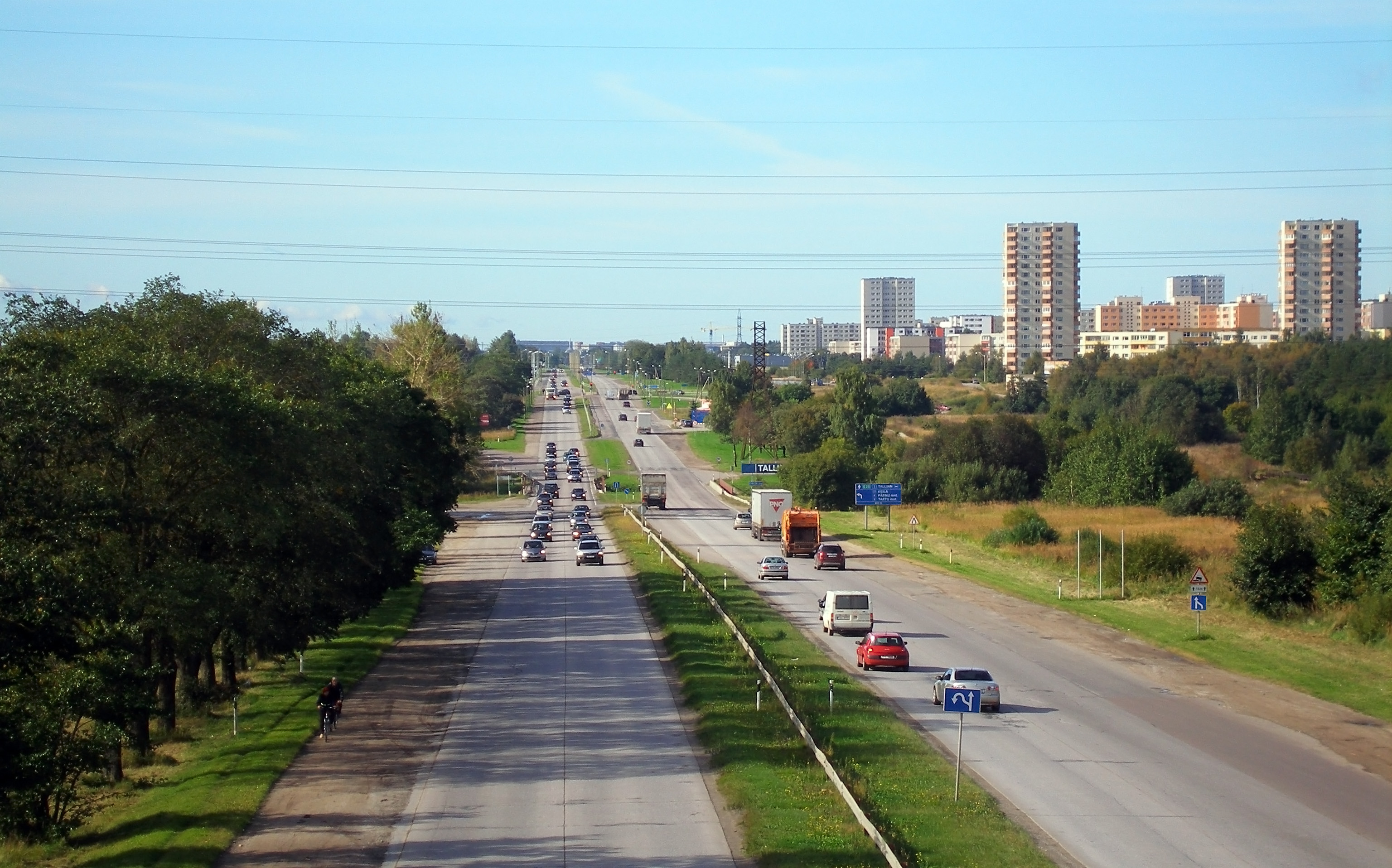
Narva maantee.
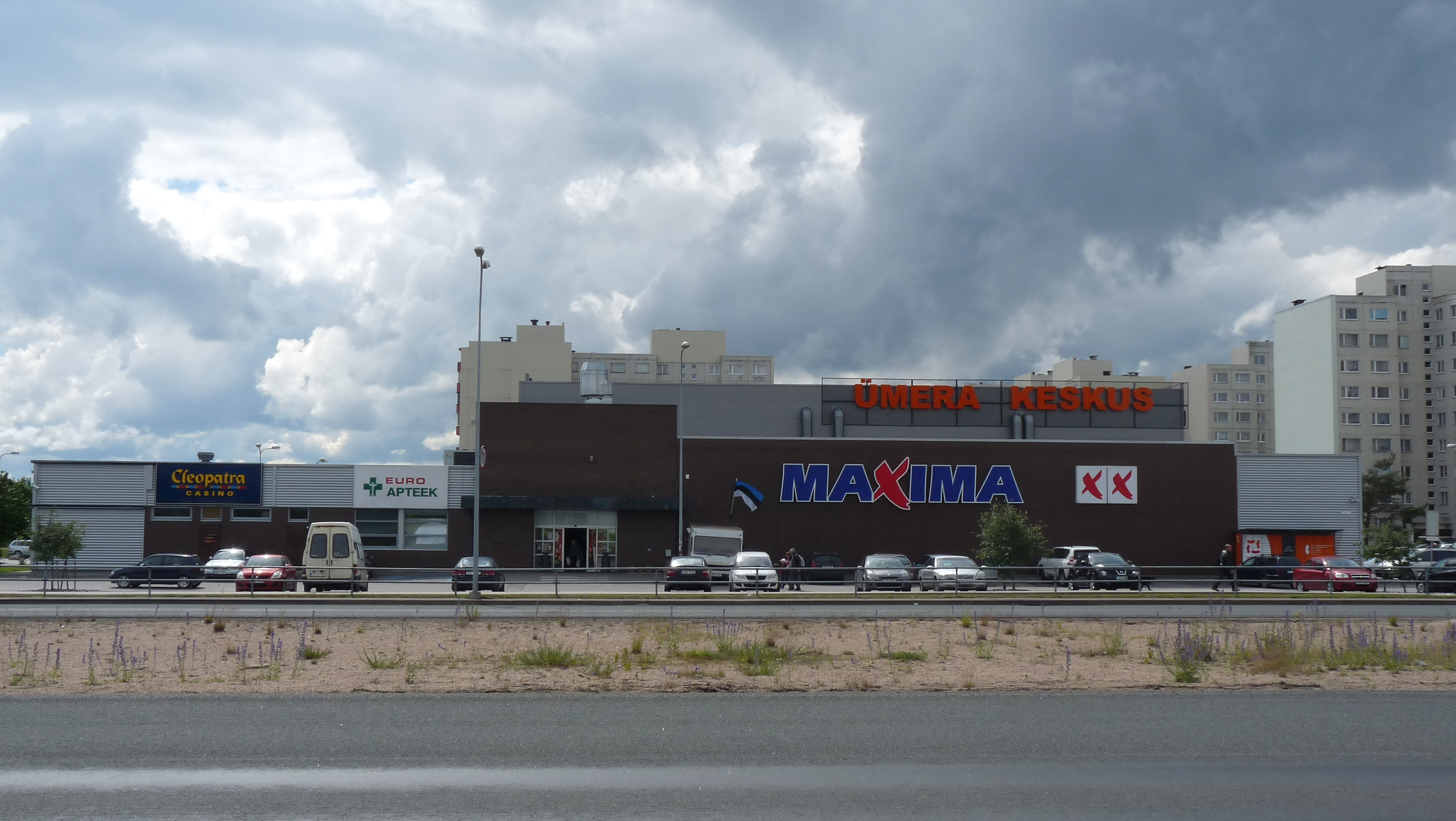
Centre commercial Ümera.
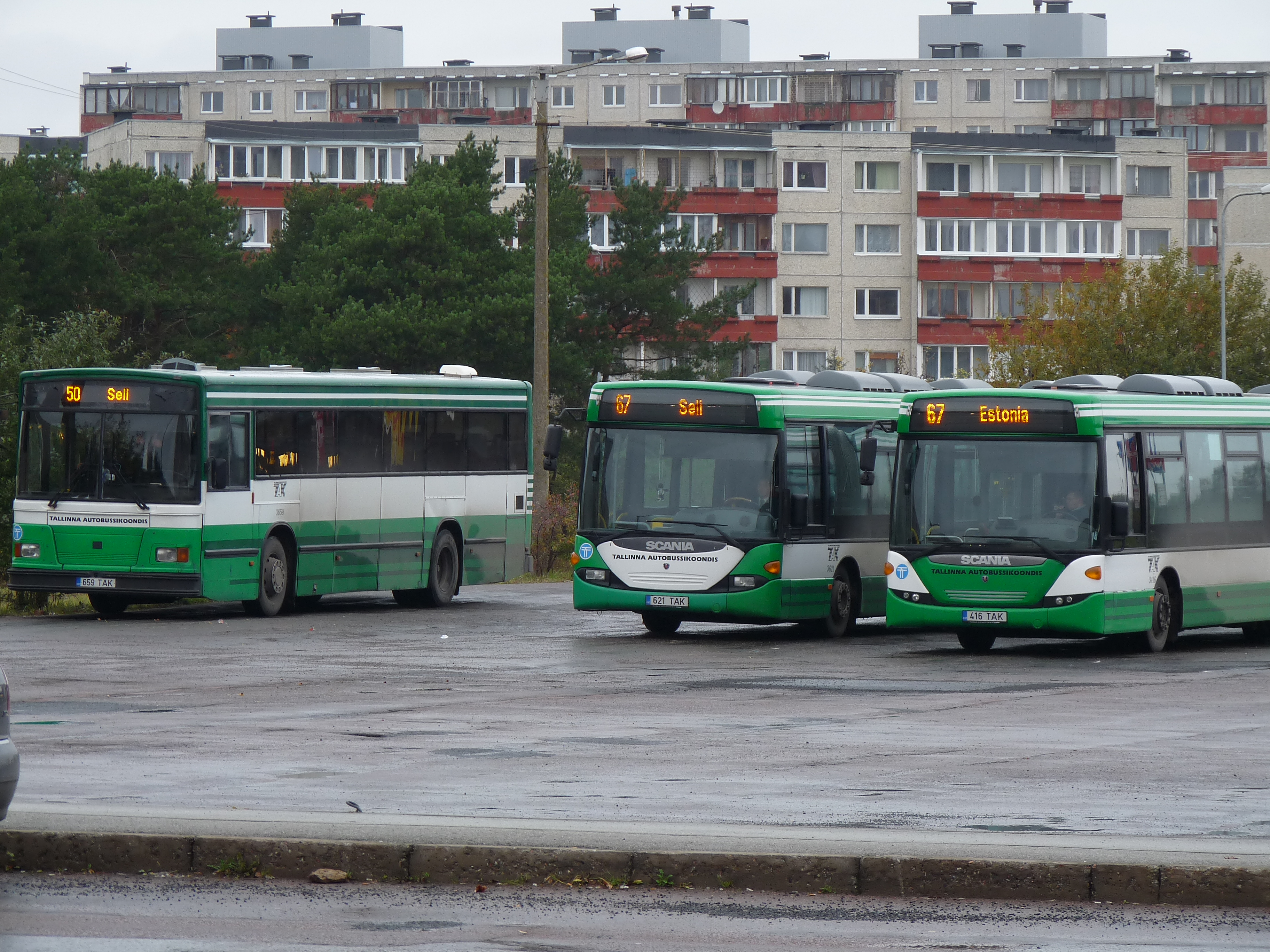
Bus rue Ümera.
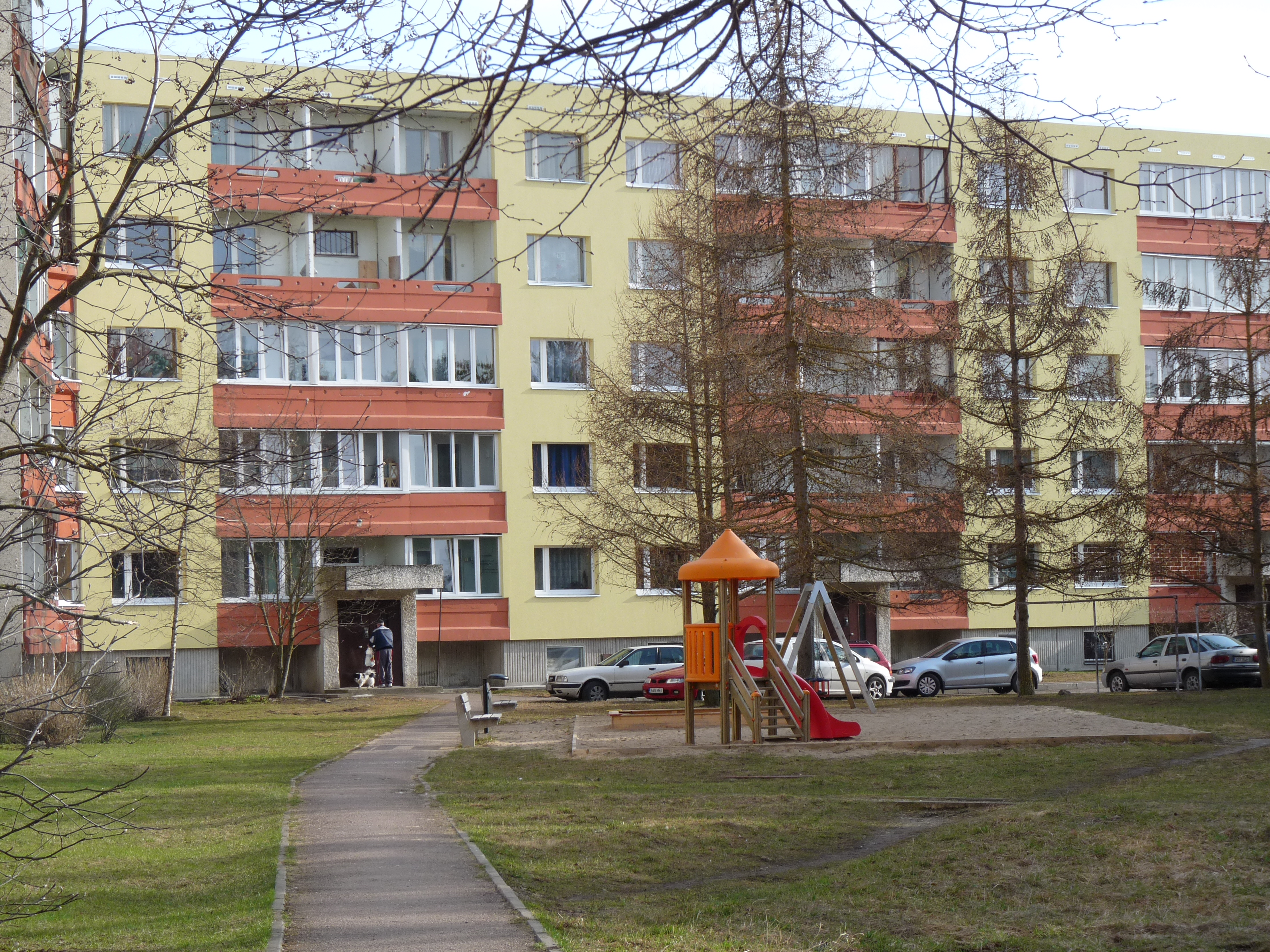
Ümera tänav.